# Parachorius pseudojavanus
Parachorius pseudojavanus is een keversoort uit de familie bladsprietkevers (Scarabaeidae). De wetenschappelijke naam van de soort werd voor het eerst geldig gepubliceerd in 2017 door Tarasov.